# Mexikos Grand Prix 1990
Mexikos Grand Prix 1990 var det sjätte av 16 lopp ingående i formel 1-VM 1990.

## Rapport
Alain Prost vann från trettonde startrutan, men loppet är mest berömt för att Nigel Mansell tog sig förbi Gerhard Berger på utsidan i den sista kurvan på sista varvet. Den VM-ledande Ayrton Senna tvingades bryta på grund av däckproblem.

## Resultat
1. Alain Prost, Ferrari, 9 poäng
2. Nigel Mansell, Ferrari, 6
3. Gerhard Berger, McLaren-Honda, 4
4. Alessandro Nannini, Benetton-Ford, 3
5. Thierry Boutsen, Williams-Renault, 2
6. Nelson Piquet, Benetton-Ford, 1
7. Jean Alesi, Tyrrell-Ford
8. Martin Donnelly, Lotus-Lamborghini
9. Riccardo Patrese, Williams-Renault
10. Derek Warwick, Lotus-Lamborghini
11. Stefano Modena, Brabham-Judd
12. Pierluigi Martini, Minardi-Ford
13. Andrea de Cesaris, BMS Scuderia Italia (Dallara-Ford)
14. Paolo Barilla, Minardi-Ford
15. Gregor Foitek, Onyx-Ford
16. Nicola Larini, Ligier-Ford
17. Michele Alboreto, Arrows-Ford
18. Philippe Alliot, Ligier-Ford
19. Olivier Grouillard, Osella-Ford
20. Ayrton Senna, McLaren-Honda (varv 63, däck)

### Förare som bröt loppet
- JJ Lehto, Onyx-Ford (varv 26, motor)
- Eric Bernard, Larrousse (Lola-Lamborghini) (12, bromsar)
- Aguri Suzuki, Larrousse (Lola-Lamborghini) (11, kollision)
- Satoru Nakajima, Tyrrell-Ford (11, kollision)
- David Brabham, Brabham-Judd (11, elsystem)
- Emanuele Pirro, BMS Scuderia Italia (Dallara-Ford) (10, motor)

### Förare som ej kvalificerade sig
- Roberto Moreno, EuroBrun-Judd
- Ivan Capelli, Leyton House-Judd
- Mauricio Gugelmin, Leyton House-Judd
- Alex Caffi, Arrows-Ford

### Förare som ej förkvalificerade sig
- Yannick Dalmas, AGS-Ford
- Gabriele Tarquini, AGS-Ford
- Bertrand Gachot, Coloni-Subaru
- Claudio Langes, EuroBrun-Judd
- Bruno Giacomelli, Life

## VM-ställning
| Förarmästerskapet 1. Ayrton Senna, McLaren-Honda, 31 2. Alain Prost, Ferrari, 23 Gerhard Berger, McLaren-Honda, 23 3. Nelson Piquet, Benetton-Ford, 13 Nigel Mansell, Ferrari, 13 Jean Alesi, Tyrrell-Ford, 13 | Konstruktörsmästerskapet 1. McLaren-Honda, 54 2. Ferrari, 36 3. Benetton-Ford, 20 Williams-Renault, 20 |